# أنسيل كيز
أنسيل بنجامين كيز (من 26 يناير 1904 حتى 20 نوفمبر 2004) عالم فيزيولوجي أمريكي درس تأثير النظام الغذائي على الصحة. افترض بشكل خاص أن استبدال الدهون المشبعة في الأغذية بالدهون المتعددة غير المشبعة يقلل من أمراض القلب والأوعية الدموية. أيد ذلك كل من التوصيات الغذائية الحديثة من قبل المنظمات الصحية، والمراجعات المنهجية، ووكالات الصحة الوطنية.
درس كيز الجوع عند الرجال ونشر كتاب بيولوجيا الجوع البشري لعام 1950، الذي ما يزال المصدر الوحيد من نوعه. درس وبائيات أمراض القلب والأوعية الدموية وكان مسؤولًا عن نظامين غذائيين مشهورين هما: حصة كي (K)، وهي عبارة عن وجبات متوازنة للجنود المقاتلين في الحرب العالمية الثانية، ونظام البحر الأبيض المتوسط الغذائي، الذي أشاعه مع زوجته مارغريت.

## الحياة الباكرة
ولد أنسيل كيز في كولورادو سبرينغز عام 1904 لأبوين بنيامين بيوس كيز (1883–1961) وكارولين إيما تشاني (1885–1960)، أخت الممثل والمخرج لون تشاني. في عام 1906 انتقلوا إلى سان فرانسيسكو قبل أن يضرب زلزال سان فرانسيسكو عام 1906. بعد الكارثة بوقت قصير، انتقلت عائلته إلى بيركلي حيث نشأ. كان كيز ذكيًا عندما كان صبيًا، ووصفه لويس تيرمان، عالم النفس الشهير ومخترع اختبار الذكاء في ستانفورد بينيه بأنه «موهوب» فكريًا. خلال فترة شبابه، ترك المدرسة الثانوية وعمل في وظائف غريبة، مثل جمع ذرق الخفافيش في أريزونا، والعمل كفتى البارود في منجم كولورادو، وفي معسكر لقطع الأخشاب. أنهى تعليمه الثانوي في النهاية وقُبل في جامعة كاليفورنيا في بيركلي عام 1922.

### تعليمه العالي
في جامعة كاليفورنيا، بيركلي، درس كيز الكيمياء في البداية، لكنه كان غير راضٍ وأخذ بعض الوقت للعمل كمزيت على متن سفينة أيه بي أل (شركة شحن)، التي سافرت إلى الصين. عاد بعد ذلك إلى بيركلي، غير تخصصه وتخرج بدرجة البكالوريوس في الاقتصاد والعلوم السياسية لعام (1925) وبدرجة الماستر في علم الحيوان لعام (1928).
لفترة وجيزة، عمل كمتدرب إداري في شركة وولوورث، لكنه عاد إلى دراسته في معهد سكريبس لعلوم المحيطات في منحة دراسية في مدينة لاهويا.
في عام 1930 حصل على درجة الدكتوراه في علم المحيطات وعلم الأحياء من جامعة كاليفورنيا في بيركلي. ثم حصل على زمالة المجلس القومي للبحوث التي نقلته إلى كوبنهاغن، الدنمارك للدراسة تحت إشراف أوغست كروغ في مختبر علم الحيوان لمدة عامين. أثناء دراسته مع كروغ، درس فسيولوجيا الأسماك وساهم بالعديد من الأوراق البحثية عن هذا الموضوع.
بمجرد انتهاء المنحة، ذهب إلى كامبريدج لكنه أخذ بعض الوقت للتدريس في جامعة هارفارد، وبعد ذلك عاد إلى كامبريدج وحصل على درجة الدكتوراه الثانية في علم وظائف الأعضاء لعام (1936).

## عمله العلمي

### دراسات علم وظائف الأعضاء المبكرة
أثناء إجراء أبحاث على الأسماك في سكريبس، استخدم كيز الانحدارات الإحصائية لتقدير وزن الأسماك من طولها، وفي ذلك الوقت كان استخدامًا رائدًا للإحصاء الحيوي. وبمجرد وصوله إلى كوبنهاغن (1931)، واصل دراسة فسيولوجيا الأسماك وطور تقنيات نضح الخياشيم التي قدمت دليلًا على أن الأسماك تنظم الصوديوم عن طريق التحكم في إفراز الكلوريد من خلال خياشيمها. واستخدم ذلك لدراسة تأثيرات الأدرينالين والفازوبريسين (البترسين) على تدفق سوائل الخياشيم والتنظيم التناضحي في الأسماك. وصمم طريقة كيلدال محسّنة، مما سمح بتحديد محتوى النيتروجين في العينات البيولوجية بشكل أسرع. قد يكون هذا مفيدًا لأنشطة متنوعة مثل تحديد محتوى البروتين في بيض الجراد وفقر الدم لدى البشر.
أثناء وجوده في مختبر دراسات التعب بجامعة هارفارد، استوحى إلهامه من صعود معلمه في كامبريدج جوزيف باركروفت إلى قمة أعلى قمة في تينيريفي وتقاريره اللاحقة. كتب كيز اقتراحًا برحلة استكشافية إلى جبال الأنديز، وأشار فيه إلى أن الدراسة يمكن أن يكون لها قيمة عملية لعمال المناجم التشيليين الذين عملوا على ارتفاعات عالية. حصل على الموافقة، وفي عام 1935، شكل فريق لدراسة آثار الارتفاع الشاهق على الجسم، مثل كيفية تأثيره على ضغط الدم. أمضى شهرين على ارتفاع 9500 قدم (3000 م)، ثم خمسة أسابيع على ارتفاعات من 15000 إلى 20000 قدم (4500 إلى 6000 م).
وأشار إلى أنه لا توجد طريقة جيدة للتنبؤ بمدى قدرة البشر على التكيف مع الارتفاعات العالية، حتى لو تكيفوا جيدًا مع الارتفاعات المتوسطة، مما قد يشكل مشكلة عند الطيارين المحتملين في وقت ما قبل أن يصبح التحكم في الضغط عمليًا. من هذه الدراسات أنه أوجز ظاهرة التكيف الفسيولوجي البشري للتغيرات البيئية كحدث يمكن التنبؤ به، وهي فكرة جديدة في وقت كانت فيه معايير مثل ضغط الدم ومعدل ضربات القلب أثناء الراحة تعتبر خصائص ثابتة للأفراد.

### تطوير حصة كي
في عام 1936، عُرض على كيز منصبًا في مؤسسة مايو في مدينة روتشستر، حيث واصل دراساته في علم وظائف الأعضاء. غادر بعد عام، مشيرًا إلى أنه عاش خلال تلك الفترة في بيئة خانقة فكريًا، وأن البحث كان ثانويًا، ويقتصر على «أعمال المستندات» السريرية.
في عام 1937، ترك مؤسسة مايو لتدريس علم وظائف الأعضاء في جامعة مينيسوتا، حيث أسس مختبر الصحة الفسيولوجية. أدت أبحاثه السابقة في علم وظائف الأعضاء البشرية إلى توظيفه في فيلق الإمداد بالجيش، وعمل فيه على تطوير حصص غذائية محمولة وغير قابلة للتلف وتوفر سعرات حرارية كافية للحفاظ على الجنود (مثل المظليين) في الميدان لمدة تصل إلى أسبوعين.

لم يحدث هذا التطور بدون بعض الاضطرابات، إذ يقول زميله الدكتور إلسورث بوسكيرك:
«عندما بدا أن الولايات المتحدة ستكون في الحرب العالمية الثانية، ذهبت كيز إلى معهد كوارترماستر للأغذية والحاويات في شيكاغو للاستعلام عن حصص الإعاشة في حالات الطوارئ. تقول القصة أنه طُلب منه العودة إلى المنزل وترك مثل هذه الأشياء للمحترفين. ذهب إلى مكتب ويليام ريجلي وحصل على 10000 دولار لتطوير حصص إعاشة طارئة. ثم ذهب إلى شركة كراكر جاك. لم يتمكنوا من توفير المال، لكنهم قدموا مفهوم الصندوق الصغير المحكم للماء. كانت النتيجة وضع حصة كي في صناديق كراكر جاك المختومة.
بمجرد الانتهاء من التصميم الأساسي، مولت البحرية من خلال المجلس القومي للبحوث اختبار حصة كي على بحّارتها لتحديد جدواها كمصدر مؤقت ومتنقل للغذاء. اشتروا المكونات الأولية للحصة الغذائية من حصة كي في متجر بقالة محلي في مينيابوليس (البسكويت الصلب والنقانق الجافة والحلوى الصلبة والشوكولاتة). كان المنتج النهائي مختلفًا عن مكونات كيز الأصلية، ولكن وصلت معظم اقتراحات كيز إلى المنتج النهائي. تزن الحصص 28 أوقية (790 غ)، لكنها توفر 3200 سعرة حرارية في اليوم. على الرغم من أن العديد من المصادر تدعي أن الاسم لا علاقة له بكيز، لكن تدعم العديد من المراجع التاريخية الادعاء بأن حصة كي سميت بالفعل باسمه. حققت حصة كي نجاحًا كبيرًا لدرجة أنها كانت تستخدم في كثير من الأحيان لأكثر من مجرد قوت مؤقت، وأصبحت عنصرًا أساسيًا في التغذية العسكرية.